# Nikki (musicista italiano)
Nikki, pseudonimo di Fabrizio Lavoro (Foggia, 7 luglio 1971), è un cantautore, chitarrista e conduttore radiofonico italiano.

## Biografia
Nato a Foggia, all'età di 5 anni si trasferisce con la famiglia a Saronno.
La carriera artistica inizia nel marzo del 1990 a DeeJay Television e a Radio Deejay, dove lavora tuttora, salvo brevi parentesi a Radio Capital. Nikki, che significa "diario" in lingua giapponese, è anche il nome di un movimento letterario nipponico.
Nel 1994 pubblica l'album Rock normale, partecipando al Festivalbar e vincendo il concorso Un disco per l'estate con la canzone L'ultimo bicchiere, scritta da Mauro Repetto e Max Pezzali, con quest'ultimo ospite nella versione incisa nell'album. Nel 1996 collabora all'album di artisti vari Cecchetto Compilation con due brani inediti, Prima o poi e Gira. Nel 1997 collabora con Jovanotti, suonando la chitarra prima dei suoi concerti. Quello stesso anno conduce i programmi The Net, Il Kiosko, Shuffolato e Tropical Pizza su Radio Deejay.
Dal 2006 collabora attivamente al progetto Rezophonic, collettivo di musicisti (tra gli altri Caparezza, Pau dei Negrita, Cristina Scabbia) con finalità di tipo benefico e umanitario, in particolare nei Paesi del terzo mondo.
Il 10 maggio 2019 pubblica il primo singolo Bicicletta Intergalattica dell'album La Superluna di Drone Kong.
Il 31 ottobre 2019 esce l'album autoprodotto La Superluna di Drone Kong.
Dal 1º giugno 2020 conduce insieme a Federico Russo il programma Summer Camp, su Radio Deejay. Il 7 settembre 2020 il programma viene confermato anche per la nuova stagione di Radio Deejay, andando a sostituire nella stessa fascia oraria lo storico programma Tropical Pizza.

## Apparizioni video
Compare nel video di Small Town Boy dei The Fire, nel video Le gite fuori porta degli Amari, nel video Roll with It dei The Bluebeaters e nel video Vedere la Vita che Va degli Otto Ohm.

## Discografia

### Solista
Album
- 1994 – Rock normale
- 2019 – La Superluna di Drone Kong
- 2022 – Superluna Rock Music

Singoli
- 1992 – Te ne vai o no
- 1994 – L'ultimo bicchiere
- 1994 – Rock normale
- 1994 – Esagerata
- 1995 – Ore ore
- 2019 – Bicicletta Intergalattica

### Con i Rezophonic
- 2006 – Rezophonic
- 2011 – Rezophonic 2 - Nell'acqua
- 2014 – Rezophonic III

### Altre apparizioni
- 1996 – Cecchetto Compilation - AA.VV. - In questa raccolta compare con i singoli Prima o Poi e Gira.